# Barnstaple Castle
Il Barnstaple Castle (castello di Barnstaple) era un castello che sorgeva nei pressi della città di Barnstaple, Devon.
All'epoca dell'edificazione, si trovava sul lato occidentale delle fortificazioni cittadine e permetteva il controllo sia della città sia del suo importante attraversamento fluviale.
Di esso si conserva solo una collinetta ricoperta da alberi.

## Storia
Nell'XI secolo, Goffredo di Montbray, vescovo di Coutances, fece edificare un castello di legno, facendo demolire abitazioni per liberare l'area necessaria.
In seguito, Juhel di Totnes (Judhael) visse nel castello e fondò un priorato appena fuori delle sue mura.
I primi edifici in pietra del castello furono probabilmente realizzati da Henry de Tracey, un forte sostenitore di re Stefano.
Nel 1228, lo Sceriffo del Devon fece ridurre l'altezza delle mura del castello a circa 3 m.
Al tempo della morte dell'ultimo Henry de Tracey (avvenuta nel 1274), il castello iniziava la sua decadenza.
Il materiale costruttivo del castello fu utilizzato nella costruzione di altri edifici e, verso il 1326, il castello era in rovina. I muri superstiti crollarono durante una tempesta nel 1601.